# Leptictidium
Leptictidium var ett förhistoriskt släkte små hoppande däggdjur. De levde i Krita och överlevde till skillnad från dinosaurierna krita–tertiär-utdöendet till Eocen. De var vanliga i Europa och Nordamerika, men dog ut för omkring 40 miljoner år sedan utan ättlingar.
Leptictidium hade små framben och stora bakben vilket gjorde att de påminde om små kängurur. Studier av deras benstruktur visar att de förflyttade sig genom att hoppa fram. Deras kranium tyder på att de hade långa och rörliga nosar precis som dagens näbbmöss. Vuxna exemplar mätte 60–90 centimeter från nosen till svansen.
Man har funnit utmärkt bevarade fossil av arten i Messel (Tyskland) där till och med avtryck från pälsen och maten i deras magar har bevarats. Studier av dessa fossil visar att Leptictidium var köttätare. Deras föda bestod av insekter, ödlor och andra däggdjur.

## Arter inom släktet
- Leptictidium auderiense
- Leptictidium ginsburgi
- Leptictidium listeri
- Leptictidium nasutum
- Leptictidium prouti
- Leptictidium sigei
- Leptictidium storchi
- Leptictidium tobieni